# OutRun
OutRun — дебютный полноформатный альбом французского хаус-диджея Kavinsky (настоящее имя — Венсан Белорже), изданный в 2013 году.

## Об альбоме
Вдохновлением для композиций Венсана Белорже послужили фильмы ужасов категории B, в особенности итальянского кинорежиссёра Дарио Ардженто. Часть материала OutRun (треки «Testarossa Autodrive», «Deadcruiser», «Grand Canyon», «Nightcall») известна по мини-альбомам, выпускаемым Белорже с 2006 по 2010 год. После появления песни «Nightcall» в нео-нуаре Николаса Виндинга Рефна «Драйв» и её крупного успеха в качестве титульной песни фильма, Венсан принял решение собрать полноформатный альбом, который звучал бы как саундтрек.
Пластинка носит концептуальный характер: с помощью 13-ти треков диджей повествует о судьбе своего альтер эго, Kavinsky — молодого человека, который погиб в автомобильной катастрофе при загадочных обстоятельствах и, пролежав в могиле 20 лет, вернулся в мир живых, сидя за рулём мистического Ferrari Testarossa. Название альбому дал автосимулятор 1986 года — Out Run, в котором игрок, как и герой диска Белорже, управляет красным Testarossa.

## Оценки критиков
| Совокупная оценка    | Совокупная оценка |
| Источник             | Оценка            |
| -------------------- | ----------------- |
| Metacritic           | 75/100            |
| Оценки критиков      |                   |
| Источник             | Оценка            |
| AllMusic             | [ 7 ]             |
| Consequence of Sound | [ 8 ]             |
| Drowned in Sound     | 6/10              |
| The Independent      | [ 10 ]            |
| Mixmag               | 4/5               |
| NME                  | 8/10              |
| Pitchfork            | 6.3/10            |
| PopMatters           | 8/10              |
| Spin                 | 8/10              |

OutRun получил в целом положительные отзывы от музыкальных критиков. На сайте Metacritic, который присваивает нормализованную оценка из 100 баллов по рецензиям крупных изданий, альбом получил среднюю оценку 75 баллов, основанную на 12 рецензиях.

## Список композиций
| №   | Название               | Длительность |
| --- | ---------------------- | ------------ |
| 1.  | «Prelude»              | 1:54         |
| 2.  | «Blizzard»             | 3:27         |
| 3.  | «ProtoVision»          | 3:26         |
| 4.  | «Odd Look»             | 4:49         |
| 5.  | «Rampage»              | 2:55         |
| 6.  | «Suburbia»             | 3:28         |
| 7.  | «Testarossa Autodrive» | 3:37         |
| 8.  | «Nightcall»            | 4:18         |
| 9.  | «Deadcruiser»          | 3:33         |
| 10. | «Grand Canyon»         | 3:12         |
| 11. | «First Blood»          | 3:04         |
| 12. | «Roadgame»             | 3:44         |
| 13. | «Endless»              | 2:59         |

## Чарты
| Чарт (2013)                             | Высшая позиция |
| --------------------------------------- | -------------- |
| Бельгия/Фландрия (Ultratop)             | 37             |
| Бельгия/Валлония (Ultratop)             | 28             |
| Франция (SNEP)                          | 2              |
| Швейцария (Schweizer Hitparade)         | 38             |
| Великобритания (UK Albums Chart)        | 159            |
| Великобритания (UK Dance Albums Chart)  | 8              |
| США (Billboard 200)                     | 156            |
| США (Billboard Dance/Electronic Albums) | 5              |